# Philip Harper

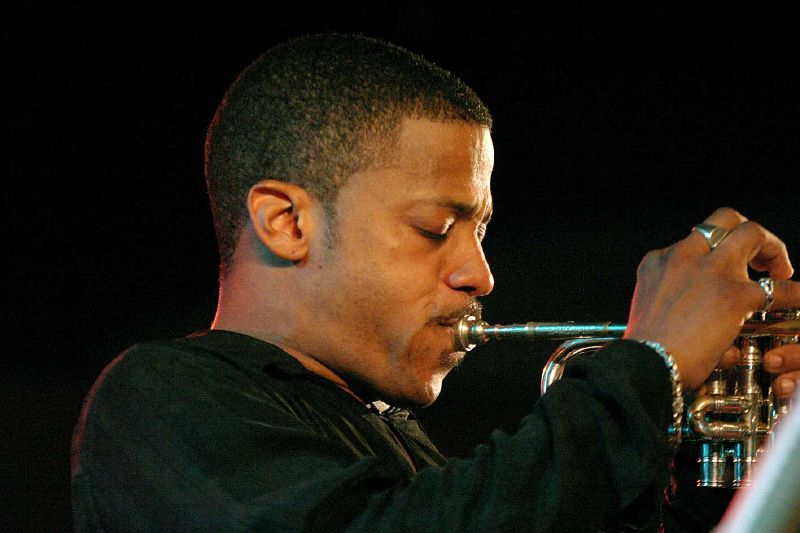
Philip Harper

Philip „Phil“ Harper (* 10. Mai 1965 in Baltimore, Maryland) ist ein US-amerikanischer Jazz-Trompeter.
Harper, der in Atlanta/Georgia aufwuchs, erlernte im Alter von zehn Jahren unter der Anleitung seines Bruders Danny Harper. Er studierte an der Hartt School of Music unter Jackie McLean und ging im Alter von achtzehn Jahren nach New York, wo er mit Musikern wie Jimmy Scott, Jimmy McGriff, Betty Carter, Etta Jones, Harry Sweets Edison, Bill Cosby und Cedar Walton arbeitete. 
Von 1986 bis 1988 war er Mitglied von Art Blakeys Jazz Messengers. Danach gründete er mit seinem Bruder Winard Harper die Band Harper Brothers, der außerdem Justin Robinson und Stephen Scott angehörten. Nach deren Auflösung 1991 tourte er mit verschiedenen Bands, u. a. mit der Mingus Big Band (Gunslinging Birds, 1994) und unterrichtete an mehreren Konservatorien Europas.
Harper wirkte an mehr als fünfzig Alben mit und spielte zwei Soloalben ein: Soulful Sin und The Thirteenth Moon.